# Comisión de Tránsito del Guayas
La Comisión del Tránsito del Guayas, más conocida también por sus siglas CTG o a nivel local simplemente como la Comisión, fue el ente de regulación y control la actividad operativa de los servicios de transporte terrestre, del tránsito vehicular y la seguridad vial, en la red vial provincial del Guayas. La Comisión fue fundada el 29 de enero de 1948 y, fue durante mucho tiempo la única institución en su especie dentro de Ecuador, debido a que el orden vial en las demás provincias del país eran reguladas por la Policía Nacional del Ecuador. Su sede estaba en la ciudad de Guayaquil.
La institución, luego de 63 años de existencia, fue suprimida por la Asamblea Nacional el 17 de marzo del 2011 mediante la ley Ley de Transporte Terrestre, Tránsito y Seguridad Vial; y, reemplazada por la Comisión del Tránsito del Ecuador, la cual tomó la estructura de la CTG y la aplicó a nivel nacional.